# The Iceman
Pour les articles homonymes, voir Iceman.
Pour plus de détails, voir Fiche technique et Distribution.
The Iceman est un film de gangsters américain coproduit, coécrit et réalisé par Ariel Vromen, sorti en 2012.

## Synopsis
À New York dans les années 1970, la double vie de Richard Kuklinski, père de famille exemplaire et tueur à gages de la mafia américaine.

## Fiche technique
- Titre original et français : The Iceman
- Réalisation : Ariel Vromen
- Scénario : Ariel Vromen et Morgan Land d'après The Iceman: The True Story of a Cold-Blooded Killer d'Anthony Bruno et du documentaire de James Thebaut The Iceman Tapes: Conversations With A Killer
- Direction artistique : Nathan Amondson
- Décors : William Budge
- Costumes : Donna Zakowska
- Photographie : Bobby Bukowski
- Son :
- Montage : Danny Rafic
- Musique : Haim Mazar
- Production : René Besson, Ehud Bleiberg et Ariel Vromen
- Sociétés de production : Bleiberg Entertainment et Millennium Films
- Société(s) de distribution :
- Budget : 20 000 000 $
- Pays d’origine :  États-Unis
- Langue originale : anglais
- Format : couleur - 35 mm - 2,35:1 - son Dolby numérique
- Genre : Biopic et film de gangsters
- Durée : 103 minutes
- Dates de sortie[1] : 
  -  Italie : 30 août 2012 (Mostra de Venise 2012)
  -  États-Unis : 1er septembre 2013 (Festival du film de Telluride)
  -  Belgique,  France : 5 juin 2013
- Avertissement : des scènes, des propos et/ou des images peuvent choquer
- Interdit aux moins de 16 ans.

## Distribution

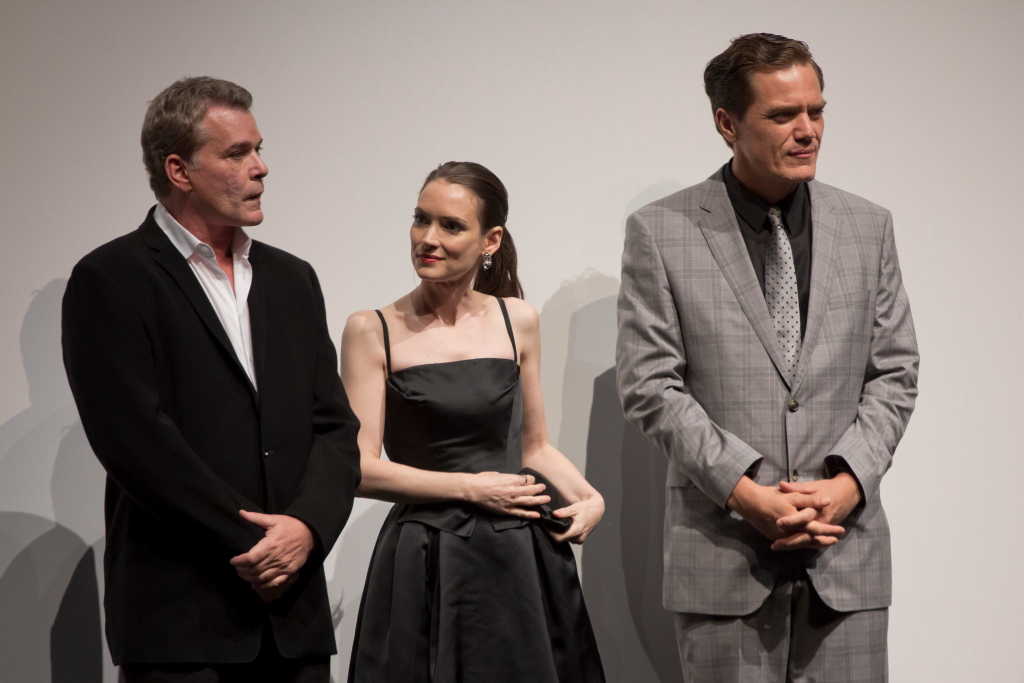
Les acteurs Ray Liotta, Winona Ryder et Michael Shannon pour la présentation du film au Festival International du Film de Toronto 2012.

Remarque : Il existe une version belge du film.
- Michael Shannon (VF : David Kruger) : Richard Kuklinski
- Ray Liotta (VF : Emmanuel Jacomy) : Roy DeMeo
- Winona Ryder (VF : Claire Guyot) : Deborah Kuklinski
- Chris Evans (VF : Olivier Augrond ; V. B. : Philippe Résimont) : Robert Pronge
- James Franco (VF : Philippe Valmont) : Marty
- David Schwimmer (VF : Franck Capillery) : Josh Rosenthal
- Stephen Dorff (VF : Jérémie Covillault) : Joey Kuklinski
- Robert Davi (VF : Jean-Jacques Moreau) : Leonard Marks
- Erin Cummings : Ellen
- Danny A. Abeckaser (VF : Michel Mella) : Dino Lapron
- John Ventimiglia (VF : Max Aulivier) : Mickey Scicoli
- McKaley Miller (VF : Joséphine Ropion) : Anabel Kuklinski
- Megan Sherrill (VF : Lola Caruso) : Betsy
- Christa Campbell (VF : Margot Faure) : Adèle
- Jay Giannone (VF : Renaud Marx) : Dominick Provenzano
- Ryan O'Nan (VF : Nessym Guétat) : Terry Franzo

Source et légende : Version française (VF) sur RS Doublage et AlloDoublage

## Distinctions

### Nominations
- Festival du film de Sydney 2013 : sélection « Features »